# مسجد جامع سوریان
مسجد جامع سوریان مربوط به سدهٔ ۶ ه.ق است و در شهرستان بوانات، سوریان واقع شده و این اثر در تاریخ ۱۲ اسفند ۱۳۱۵ با شمارهٔ ثبت ۲۸۲ به‌عنوان یکی از آثار ملی ایران به ثبت رسیده است.